# 奥弗兰克奈姆
奥弗兰克奈姆（法語：Hohfrankenheim，发音：[oːfraŋkənaim]）是法国下莱茵省的一个市镇，属于萨韦尔讷区和布克斯维莱尔县（Bouxwiller）。该市镇总面积2.76平方公里，2009年时的人口为255人。

## 人口
奥弗兰克奈姆人口变化图示